# Rede Bandeirantes
Геджі Бандейранчіс, скор. «Банджі» (порт. Rede Bandeirantes, скор. Band) — бразильська телекомпанія зі штаб-квартирою у Сан-Паулу.

## Історія
Заснована 13 травня 1967 року бізнесменом Жоао Саадом за допомогою тестя, колишнього губернатора Сан-Паулу Адемара де Барроса. У 1973 році стала першою телекомпанією, яка вела всі свої програми у кольоровому зображенні. У 1982 році телемережа вперше використала супутниковий канал для одночасних трансляцій на всю Бразилію. У 1989 році телеканал першим провів передвиборчі дебати між кандидатами у президенти Бразилії. У 1980-х та 1990-х роках компанія була відомою як «спортивний канал» через трансляцію матчів провідних футбольних чемпіонатів та єдиною, що транслювала екзотичні види спорту, як то снукер, завдяки чому вийшов на третє місце серед бразильських мовників того часу. З часом канал змінив стратегію і втратив позиції у національному рейтингу, повернувшись до спортивної тематики у 2006 році.